# Socket 495
Le socket 495, appelé également µPGA2, est un socket utilisé sur les processeurs pour ordinateurs portables Intel Pentium III et Celeron. Ce socket a également été utilisé dans la console Xbox de Microsoft pour le CPU Xbox, quoique dans un format BGA (ball grid array). Il remplace le socket 615 (µPGA1), qui a été utilisé sur les processeurs pour portables Pentium II et les premiers Celeron.

## Spécifications techniques
Ce socket est un socket à 495 broches conçu pour recevoir un processeur dans un boîtier Socket 495. Le socket a un pas de 1,27 mm et est conçu pour accueillir un dissipateur thermique.